# Smart Living Lab
Le Smart Living Lab est un centre de recherche et développement consacré au futur de l'environnement construit. Il est situé à Fribourg, dans le quartier d'innovation de Bluefactory, qui fait partie intégrante du Switzerland Innovation Park Network West EPFL. Ce living lab concentre ses activités sur le confort et les enjeux environnementaux du bâti.

## Histoire
Fondé en 2014, le Smart Living Lab réunit les compétences de l'École polytechnique fédérale de Lausanne (EPFL), la Haute École d'ingénierie et d'architecture de Fribourg (HEIA-FR) et l'Université de Fribourg (UNIFR). Il mène des recherches transversales dans les domaines du bien-être, des systèmes énergétiques, des processus de conception et des technologies de la construction.
Sur le modèle des campus associés de l'EPFL à Genève (Campus Biotech), Sion (Energypolis) et Neuchâtel (Microcity), le Smart Living Lab constitue le pôle de recherche de l'EPFL Fribourg.
En 2017, le pavillon solaire NeighborHub, conçu au Smart Living Lab à travers la collaboration de l'EPFL, la HEIA-FR, l'UNIFR et la HEAD, remporte la compétition Solar Decathlon aux États-Unis . Parmi les dix épreuves du concours, il se classe premier sur 6 podiums pour ses qualités techniques et architecturales. Exploité à Bluefactory comme maison de quartier depuis lors, il sert de prototype de recherche au Smart Living Lab. 
Hôte d'honneur du salon energissima dédié aux solutions énergétiques et technologies durables en 2018, le Smart Living Lab y présente ses projets interdisciplinaires, liés notamment à la gestion de l'énergie et à l'économie circulaire dans la construction.
À la suite d'un mandat d'études parallèles, lancé fin 2018 sur la base d'un programme de recherche de près de quatre ans, le Smart Living Lab désigne un projet lauréat pour la construction d'un bâtiment expérimental et évolutif. Ce bâtiment définit des objectifs environnementaux, qui visent à répondre avec 30 ans d'avance à la stratégie énergétique 2050 de la Confédération suisse.
En 2019, le Smart Living Lab publie chez Park Books le projet éditorial "Towards 2050", fruit des recherches préliminaires consacrées à son futur bâtiment,. 
Mis à l'enquête en 2021, le bâtiment pour le Smart Living Lab se destine à accueillir plus de 130 personnes au service de la recherche à l'horizon 2024,.
Le Smart Living Lab rejoint le réseau européen des living labs Enoll en 2021. Cette même année, le centre de recherche présente une passerelle construite à partir de béton de réemploi, considérée comme une première mondiale.

## Structure
Le Smart Living Lab rassemble des groupes de recherche de trois hautes écoles à Fribourg, dont les travaux s'intéressent aux performances environnementales du bâti.
L'EPFL :
- Structural Xploration Lab (SXL) ;
- Laboratory of Construction and Architecture (FAR) ;
- Integrated Comfort Engineering (ICE) ;
- Human-Oriented Built Environment Lab (HOBEL) ;
- Building2050 (BUILD).

La Haute École d'ingénierie et d'architecture de Fribourg :
- Institut de recherche appliquée en systèmes énergétiques (ENERGY) ;
- Institut d’architecture: patrimoine, construction et usages (TRANSFORM) ;
- Institut des Technologies de l’Environnement Construit (iTEC).

L'Université de Fribourg :
- International institute of management in technology (iimt) ;
- Institut Human-IST ;
- Institut pour le droit suisse et international de la construction.